# Rick Derringer
Pour les articles homonymes, voir Derringer.
 (août 2023).
Si vous disposez d'ouvrages ou d'articles de référence ou si vous connaissez des sites web de qualité traitant du thème abordé ici, merci de compléter l'article en donnant les références utiles à sa vérifiabilité et en les liant à la section « Notes et références ».
Richard Dean Zehringer, dit Rick Derringer, né le 5 août 1947 à Celina (Ohio) et mort le 26 mai 2025 à Ormond Beach (Floride), est un producteur, auteur-compositeur-interprète, guitariste et chanteur américain de blues et de rock.

## Biographie

### Enfance
Rick Derringer est né à Celina  (Ohio) et a grandi à Fort Recovery, fils de Janice Lavine (née Thornburg) et de John Otto Zehringer, contremaître de section sur le Nickel Plate Railroad. Selon Rick, outre la vaste collection de disques de ses parents, sa première influence majeure était un oncle, Jim Thornburg, un guitariste et chanteur populaire de l'Ohio. Il a raconté l'avoir entendu jouer de la guitare pour la première fois dans la cuisine de la maison de ses parents et avoir immédiatement su qu'il voulait en jouer lui aussi. Il a alors huit ans et ses parents lui offrent sa première guitare électrique pour son neuvième anniversaire. Il ne fallut pas longtemps avant que lui et son frère, Randy, jouent de la musique ensemble.
Après ses 8 ans, la famille a déménagé à Union City, Indiana, où il a formé un groupe appelé The McCoys. Il a ensuite changé le nom en Rick Z Combo puis en Rick and the Raiders avant de revenir au nom d'origine du groupe.

### Années 1960
À l'été 1965, avant même que Rick Derringer ait 18 ans, les McCoy ont été embauchés pour soutenir un groupe basé à New York appelé les Strangeloves en concert. Les membres des Strangeloves étaient également des producteurs de disques de New York et cherchaient un groupe pour enregistrer une chanson My Girl Sloopy, et ils ont choisi les McCoys. Rick Derringer a ensuite convaincu les producteurs de changer le titre de la chanson en Hang On Sloopy. Après que les Strangeloves ont enregistré toutes les parties de guitare et instrumentales, Rick Derringer et les McCoy ont été amenés en studio pour chanter sur l'enregistrement et le sortir sous leur nom. La chanson est restée numéro un tandis que Yesterday des Beatles était numéro deux.
Rick Derringer a épousé Liz Agriss en 1969.

### Années 1970
Rick Derringer et son frère Randy ainsi que le bassiste Randy Jo Hobbs ont ensuite rejoint Johnny Winter dans un groupe qu'ils ont appelé « Johnny Winter And », le « And » faisant référence aux McCoys, un album est produit en 1970, du nom du groupe. C'est le seul album  de Johnny Winter qui ne contient aucun morceau de blues, essentiellement des chansons rock and roll. Ensuite un album live sort en 1971, Live Johnny Winter And. Par la suite, il s'est joint au frère de Johnny, Edgar Winter qui venait de monter le White Trash et ensuite le Edgar Winter Group. C'est en 1972 que sort l'album They Only Come Out at Night, du Edgar Winter Group qui contient les hits Frankenstein et Free Ride, on retrouve comme musiciens sur ce disque le guitariste Ronnie Montrose, le bassiste Dan Hartman et bien sûr Edgar aux claviers, saxophone et percussions. Rick a quant à lui produit l'album en plus de jouer la guitare et la basse. L'année suivante, Rick Derringer et Randy Jo Hobbs jouent sur l'album retour de Johnny après une longue cure de désintoxication pour ce dernier, Still Alive and Well, avec comme musiciens invités Todd Rundgren au Mellotron sur une chanson et le pianiste Mark Klingman.
Toujours en 1973, Rick Derringer a sorti son premier album solo All-American Boy qui comprenait sa chanson Rock and Roll Hoochie Koo. À ce moment-là, la chanson était apparue sur l'album Johnny Winter And (1970) ainsi que sur le White Trash d'Edgar Winter Roadwork (1972). La version de Derringer s'est hissée dans le Top 20 des charts du Billboard Hot 100, devenant ainsi son single le mieux classé. Un critique a décrit l'album comme un « album d'un grand mérite mais malheureusement négligé ». Ensuite Rick Derringer participe avec Edgar à l'album Saints and Sinners de Johnny qui sort en Février 1974, on y retrouve Edgar Winter aux claviers et saxophone, Rick Derringer à la guitare et à la basse ainsi qu'au synthé, Dan Hartman et Randy Jo Hobbs se partagent la basse selon les morceaux, plus une section de cuivres avec Randy Brecker à la trompette entre autres. En Novembre de la même année, sort l'album John Dawson Winter III avec le trio de base, à savoir Johnny et son frère ainsi que Rick à la guitare sur un titre. Johnny joue une chanson écrite et composée pour lui par John Lennon, Rock & Roll People. Par la suite , Rick poursuit sa collaboration avec Edgar Winter et effectue une tournée conjointe avec le Edgar Winter Group et Johnny Winter, lorsque les deux frères se retrouvent après un concert sur scène pour jammer ensemble, en septembre 1975 certains enregistrements se retrouvent sur bandes et seront publiées sur l'album live Together paru en Mai 1976 réunissant les deux groupes ensemble.

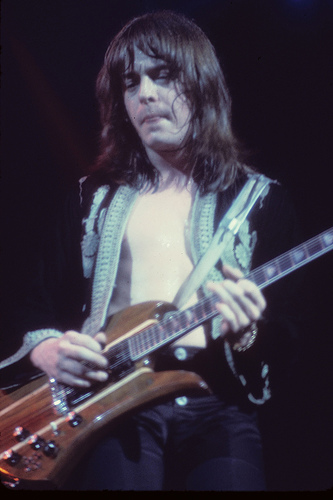
Rick Derringer vers 1977.

En 1976, Rick Derringer forme le groupe qui portera son nom, Derringer, avec Kenny Aaronson à la basse, Danny Johnson à la guitare et Vinny Appice à la batterie, ils publieront 3 albums studio, Derringer en 1976, Sweet Evil en 1977, If I Weren't So Romantic, I'd Shoot You  en 1978 et 3 live, soit Live at Cleveland en 1976, Derringer Live en 1977 et Live At The Paradise Theater, Boston, Massachusetts, July 7, 1978 cette année-là. Sur le dernier album studio, Rick sera le seul guitariste à la suite du départ de Danny Johnson et du batteur Vinny Appice qui sera remplacé par Myron Grombacher. 
De 1976 à 1980, il joue la guitare sur trois chansons de Steely Dan, Show Biz Kids sur Countdown to Ecstasy (1973) sur lequel il joue la slide, le solo sur Chain Lightning de l'album Katy Lied (1975) et la guitare rythmique sur My Rival pour Gaucho (1980). Puis il a aussi joué sur le premier album solo de Donald Fagen, The Nightfly en 1982. 
En 1978, Rick Derringer a un petit caméo à la fin du film Sgt. Pepper's Lonely Hearts Club Band durant la scène finale qui reproduit la fameuse pochette de l'abum Sgt Pepper's, en compagnie des Bee Gees, Peter Frampton et une ribambelle d'invités, mais il ne joue pas sur la bande sonore du film. Johnny Winter apparait aussi durant cette même scène.
Rick Derringer a travaillé avec son voisin Todd Rundgren pendant cette période, jouant sur quatre de ses albums solo. Il était également un habitué du cercle d'Andy Warhol et il fréquentait son studio, The Factory.

### Années 1980
Rick Derringer joue sur une chanson pour la World Wrestling Federation publiée sur The Wrestling Album, Real American qui sera par la suite utilisée par Hulk Hogan comme musique d'entrée (et sera également associée à la tag team, U.S. Express). Il joue également le thème d'entrée de l'équipe Demolition sur Piledriver:The Wrestling Album 2 toujours pour la World Wrestling Federation ainsi qu'une version en duo de Rock 'n Roll Hoochie Koo avec Gene Okerlund.
Durant les années 1980, Rick Derringer développe aussi son activité de producteur, en découvrant Weird Al Yankovic et Mason Ruffner. Il joue la guitare et la mandoline sur 5 albums de « Weird Al » ; sur la chanson Eat It, Rick joue une parodie/hommage au solo de guitare de Eddie Van Halen pour la chanson Beat It de Michael Jackson. Il joue aussi la guitare sur la chanson Exciter de l'album Lick It Up de Kiss.
En 1986, il joue la guitare sur deux chansons de l'album True Colors de Cyndi Lauper, Calm Inside the Storm et The Faraway Nearby. Durant la période 1986–1992 il est guitariste sur les tournées de celle-ci, qu'il compare à Barbra Streisand en ces termes : « She's better live than Barbra » (« elle est meilleure sur scène que Barbra »). Et il joue à nouveau avec Cyndi sur son 3e album A Night to Remember qui est sorti en 1989.

### Depuis les années 1990
En 1993 avec l'album Back To The Blues, Rick Derringer revient au blues après une parenthèse d'une dizaine d'années dans sa carrière solo.
L'album Tend The Fire sort en Europe 1997 et DBA de Rick Derringer, Tim Bogert & Carmine Appice en 2001. À Partir de cette même année 2001, Rick Derringer produit quatre albums de musique chrétienne réunissant sa femme et leurs deux enfants et enregistrés aux Panda Studio Productions. Les albums sont Aiming 4 Heaven (2001), Derringer X 2 (2001), Winter Wonderland (2004) et We Live (2008) et présentés sous le nom The Derringers. En 2002, Rick Derringer a été présenté dans un livre, écrit par Dan Muise, titré Gallagher, Marriott, Derringer & Trower - Their lives ans their music.
Il a sorti Free Ride Smooth Jazz (2002), avec sa femme Jenda, qui a chanté la chanson-titre Free Ride (une reprise du Edgar Winter Group) et avec son mari Rick Derringer, a écrit la chanson Hot & Cool. Est également inclus son remake radiophonique de smooth jazz, Jazzy Koo.
En 2010, Rick Derringer assiste Ringo Starr et son groupe le All-Star Band dans une tournée, avec Edgar Winter et Gary Wright entre autres.

### Décès
Rick Derringer meurt à Ormond Beach (Floride) le 26 mai 2025 à 77 ans.

## Au cinéma
La chanson Rock and Roll, Hoochie Koo est présente dans le film Génération rebelle de 1993, ainsi que, en 2007, sur la version pour Xbox 360 de Guitar Hero II.

## Discographie

### Solo
Albums studio
- All American Boy (1973) - Avec Joe Walsh, Edgar Winter, etc.
- Spring Fever (1975) - Avec Edgar Winter, Johnny Winter, Dan Hartman, Chick Corea, David Johansen, etc.
- Guitars and Women (1979) - Avec Todd Rundgren, Kasim Sulton, Roger Powell, etc.
- Face To Face  (1980)
- Good Dirty Fun (1983)
- Back to the Blues (1993)
- Electra Blues (1994)
- Tend the Fire (Europe, 1997)
- Blues Deluxe  (1998)
- Guitars And Women (1998)
- Jackhammer Blues (2000)
- Free Ride Smooth Jazz (2002)
- Rockin' American (2007)
- Knighted by the Blues (2009)
- The Three Kings Of The Blues (2010)

Albums live
- King Biscuit Flower Hour (1998)
- Live In Japan  (1998) (avec Edgar Winter)
- Rick Derringer & Friends - Live avec Edgar Winter, Ian Hunter, Dr. John, Lorna Luft, Hall & Oates (1998)
- Live at Cheney Hall (2006)

Compilations
- Rock and Roll Hoochie Koo, The Best of Rick Derringer (1996)
- Collection: The Blues Bureau Years (2006)
- The Three Kings of the Blues (2010)
- Joy Ride: Solo Albums 1973–1980 (2017)
- Complete Blue Sky Albums: 1976–1978 (2017)

### The Derringers
À ne pas confondre avec le groupe Derringer, cette formation The Derringers était plutôt un projet familial réunissant Rick Derringer lui-même, sa femme Brenda Jean et leurs deux enfants vers la musique religieuse. Quatre albums seront produits sous ce vocable :
- 2001 : Aiming 4 Heaven
- 2001 : Derringer X 2
- 2004 : Winter Wonderland
- 2008 : We Live

## Divers

### The McCoys
- formé en 1965 par Richard Zehringer à la guitare et au chant, Dennis Kelly à la basse qui sera remplacé par Randy Jo Hobbs et Randy Zehringer à la batterie. 
- Hang On Sloopy (1965)
- You Make Me Feel So Good (1966)
- Infinite McCoys (1968)
- Human Ball (1969)

### Edgar Winter's White Trash
- Edgar Winter's White Trash (1971) - Avec Johnny Winter
- Roadwork (1972)

### Edgar Winter Group
- They Only Come Out at Night (1972)
- Shock Treatment (1974)
- The Edgar Winter Group With Rick Derringer (1975)
- The Edgar Winter Group with Rick Derringer - Live In Japan (1990)

### Edgar Winter
- Jasmine Nightdreams 1975) - Avec Johnny Winter

### Johnny & Edgar Winter
- Together (1976)

### Derringer
Albums studio
- Derringer (1976)
- Sweet Evil (1977)
- If I Weren't So Romantic I'd Shoot You (1978) - Dan Hartman joue le piano, l'orgue et la guitare rythmique sur 6 chansons.

Albums live
- Live In Cleveland (1976)
- Derringer Live (1977)
- Live At The Paradise Theater, Boston, Massachusetts, July 7, 1978 (1978)

Compilation
- Required Rocking  (1996)

### Dick Glass Featuring Rick Derringer And The McCoys
- The Glass Derringer (1976)

### Avec Edgar Winter,Ian Hunter,Dr. John,Lorna Luft,Hall & Oates
- Live at Cheney Hall (2006)
- Rock Spectacular: Live at the Ritz 1982 (2010)

### DNA
(duo avec Carmine Appice)
- Party Tested (1983)

### DBA
(trio avec Tim Bogert et Carmine Appice)
- Doin' Business As Derringer Bogert Appice (2001)

### Collaborations et production
- 1970 : Alarm Clock de Richie Havens - Guitare
- 1971 : Killer d'Alice Cooper - Guitare additionnelle sur Under My Wheels et Yeah Yeah Yeah
- 1971 : Edgar Winter's White Trash de Edgar Winter's White Trash - Guitare, chant, production, guitare et chant sur Rock and Roll Hoochie Koo
- 1972 : Roadwork de Edgar Winter's White Trash - Guitare, chant, production
- 1972 : Something/Anything? de Todd Rundgren - Guitare sur Dust in the Wind
- 1973 : Countdown to Ecstasy de Steely Dan - Guitare slide sur Show Biz Kids
- 1973 : Still Alive and Well de Johnny Winter (1973) - Guitare sur Cheap Tequila et Still Alive and Well, guitare slide sur Silver Train, pedal steel sur Ain't Nothing To Me + Production
- 1973 : A Wizard, a True Star de Todd Rundgren - Guitare
- 1974 : Saints and Sinners de Johnny Winter - Guitare, basse, synthétiseur + Production
- 1974 : John Dawson Winter III de Johnny Winter - Guitare sur Love Song to Me
- 1975 : Katy Lied de Steely Dan - Solo sur Chain Lightning
- 1975 : Initiation de Todd Rundgren - Basse sur The Death of Rock and Roll, guitare sur Fair Warning
- 1976 : Captured Live! de Johnny Winter - Apparait ici avec le Edgar Winter Group.
- 1976 : Images  de Dan Hartman - Guitares rythmique et solo sur Thank You for the Good Times
- 1976 : Songs for the New Depression de Bette Midler - Guitare pedal steel sur Let Me Just Follow Behind
- 1978 : Back to the Bars  de Todd Rundgren - Guitare sur Hello It's Me
- 1980 : Gaucho de Steely Dan - Guitare sur My Rival
- 1980 : Connections de Richie Havens - Guitare
- 1982 : The Nightfly de Donald Fagen - Guitare
- 1983 : Weird Al" Yankovic de Weird Al" Yankovic - Production + Guitare et chœurs.
- 1983 : Lick It Up de Kiss - Guitare solo sur Exciter
- 1984 : Weird Al Yankovic in 3-D de Weird Al Yancovic - Production + Guitare rythmique, mandoline et chœurs, guitare solo sur Eat It
- 1984 : Emotion de Barbra Streisand - Guitare
- 1985 : The Wrestling Album - Artistes variés - Rick Derringer sur Real American, crédité au groupe Derringer.
- 1985 : Dare to Be Stupid de Weird Al Yancovic - Production + Guitares
- 1986 : True Colors de Cyndi Lauper - Guitare sur Calm Inside the Storm et The Faraway Nearby
- 1986 : Zazu de Rosie Vela - Guitare
- 1986 : Polka Party! de Weird Al Yancovic - Production + Guitares
- 1987 : Piledriver: The Wrestling Album II - Artistes variés - Rick sur Demolition crédité au groupe Derringer et sur Rock and Roll, Hoochie Koo avec Mean Gene Okerlund.
- 1987 : Even Worse -de Weird Al Yancovic - Production + Guitares
- 1989 : A Night to Remember de Cyndi Lauper - Guitare
- 2000 : A New Day Yesterday de Joe Bonamassa - Chant et solo de guitare sur Nuthin' I Wouldn't Do (For a Woman Like You)
- 2009 : Winter Blues de Edgar Winter (2009) - Guitare rythmique sur New Millennium et On The Tip of my Tongue, guitare sur White Man's Blues
- 2019 : 1000 Hands: Chapter One de Jon Anderson - Guitare
- 2022 : Brothers In Rock 'N' Roll de Johnny et Edgar Winter - Compilation

### Filmographie
- 1978 : Sgt. Pepper's Lonely Hearts Club Band : un invité à Heartland.